# جک دیمن
جک دیمن (انگلیسی: Jack Deaman؛ زادهٔ ۱۷ مهٔ ۱۹۹۳) بازیکن فوتبال اهل بریتانیا است.
از باشگاه‌هایی که در آن بازی کرده‌است می‌توان به باشگاه فوتبال ایست‌بورن بورو، باشگاه فوتبال چلتنهام تاون، باشگاه فوتبال تلفورد یونایتد، باشگاه فوتبال بیرمنگام سیتی، باشگاه فوتبال بیزینگ‌استوک تاون، و باشگاه فوتبال ورکسام اشاره کرد.